# デノパミン
デノパミン (Denopamine (INN)) は、β1アドレナリン受容体アゴニストである 。
狭心症の治療に使用され、うっ血性心不全の治療や肺水腫の除去にも使用される可能性がある。
日本ではカルグートという商品名で販売されており、5mgと10mgの錠剤と5％の細粒がある。